# Liste der Biografien/Gald
Liste der Biografien |
Portal Biografien |
Personensuche
# |
A |
B |
C |
D |
E |
F |
G |
H |
I |
J |
K |
L |
M |
N |
O |
P |
Q |
R |
S |
T |
U |
V |
W |
X |
Y |
Z |
?
 
Ga |
Gb |
Gc |
Gd |
Ge |
Gf |
Gh |
Gi |
Gj |
Gk |
Gl |
Gm |
Gn |
Go |
Gp |
Gq |
Gr |
Gs |
Gu |
Gv |
Gw |
Gy |
Gz
 
Gaa |
Gab |
Gac |
Gad |
Gae |
Gaf |
Gag |
Gah |
Gai |
Gaj |
Gak |
Gal |
Gam |
Gan |
Gao |
Gap |
Gaq |
Gar |
Gas |
Gat |
Gau |
Gav |
Gaw |
Gax |
Gay |
Gaz
 
Gala |
Galb |
Galc |
Gald |
Gale |
Galf |
Galg |
Galh |
Gali |
Galj |
Galk |
Gall |
Galm |
Galo |
Galp |
Galr |
Gals |
Galt |
Galu |
Galv |
Galw |
Galy |
Galz
Die Liste der Biografien führt alle Personen auf, die in der deutschsprachigen Wikipedia einen Artikel haben. Dieses ist eine Teilliste mit 19 Einträgen von Personen, deren Namen mit den Buchstaben „Gald“ beginnt.

## Gald

### Galda
- Galdames, Benjamín (* 2001), mexikanisch-chilenischer Fußballspieler
- Galdames, Pablo (* 1974), chilenischer Fußballspieler
- Galdames, Pablo (* 1996), chilenischer Fußballspieler
- Galdames, Thomas (* 1998), chilenischer Fußballspieler
- Galdan Tsereng († 1745), Dschungaren-Herrscher
- Galdanowa, Agnija (* 1987), russische Filmregisseurin

### Galde
- Galdeano, Zoel García de (1846–1924), spanischer Mathematiker
- Galderic († 900), Heiliger der römisch-katholischen Kirche
- Galderisi, Giuseppe (* 1963), italienischer Fußballspieler und -trainer
- Galdes, Raquel (* 1996), maltesische Sängerin

### Galdi
- Galdi, Vincenzo (1871–1961), italienischer Fotograf
- Galdikas, Birutė (* 1946), kanadische Zoologin und VerhaltensforscherinBirutė Galdikas (* 1946)

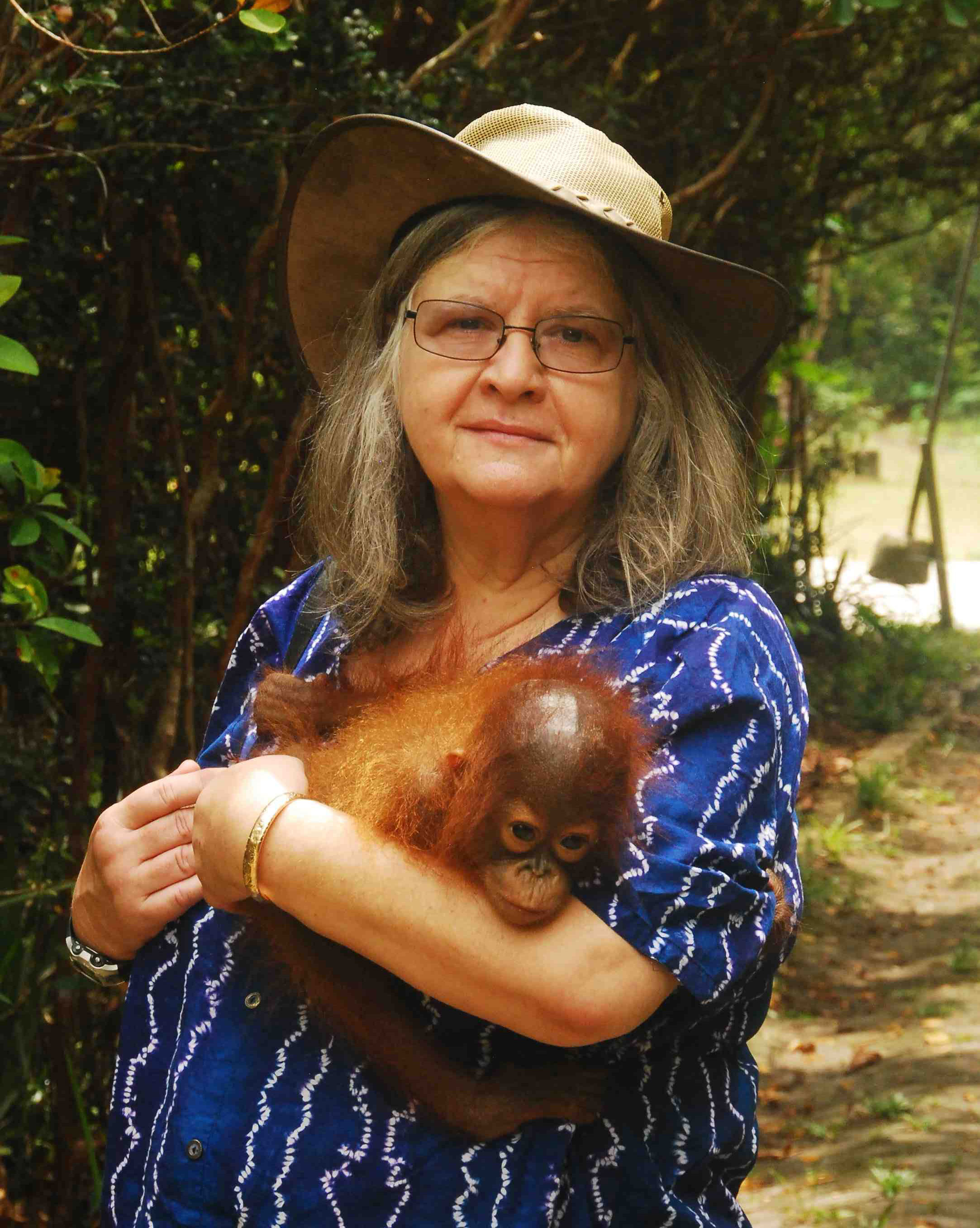
Birutė Galdikas (* 1946)

- Galdikas, Juozas (* 1958), litauischer Gefäßchirurg und Politiker

### Galdo
- Galdón, Pablo (* 1985), argentinischer Tennisspieler
- Galdós, Aitor (* 1979), spanischer Radrennfahrer
- Galdós, Francisco (* 1947), spanischer Radrennfahrer
- Galdós, Sergio (* 1990), peruanischer Tennisspieler

### Galdy
- Gáldy, Andrea (* 1967), deutsche Archäologin und Kunsthistorikerin
- Gáldy, Claudia (1970–2021), deutsche Synchronsprecherin, Theater- und Filmschauspielerin